# هاري كروسبي
هاري كروسبي (بالإنجليزية: Harry Crosby)‏ هو نجم اجتماعي وشاعر أمريكي، ولد في 4 يونيو 1898 في بوسطن في الولايات المتحدة، وتوفي في 10 ديسمبر 1929 في نيويورك في الولايات المتحدة.

## وصلات خارجية
- هاري كروسبي على موقع الموسوعة البريطانية (الإنجليزية)